# Feeënastrild
De feeënastrild (Brunhilda charmosyna) is een vogel uit de familie van de prachtvinken (Estrildidae).

## Verspreiding en leefgebied
Deze soort telt twee ondersoorten:
- B. c. charmosyna: zuidelijk Soedan, Ethiopië, zuidelijk Somalië, noordoostelijk Oeganda en noordelijk Kenia.
- B. c. kiwanukae: zuidelijk Kenia en noordelijk Tanzania.